# Алгар-ду-Карван
Алгар-ду-Карван (порт. Algar do Carvão) — это древняя лавовая трубка или жерло вулкана, расположенное в центральной части острова Терсейра на Азорских островах. Она находится в гражданском приходе Порту-Жудеу в муниципалитете Ангра-ду-Эроишму.

## Топоним
Слово «алгар» — португальское, оно обозначает естественную полость в земле, которая, в отличие от большинства пещер, имеет более вертикальную ориентацию, как колодец. Португальское слово происходит от арабского «аль-Гар», что означает «изгиб», а «Карван» в переводе с португальского означает «уголь». Алгар-ду-Карван не является источником угля, и термин Карван также используется в португальском языке в значении «почерневший», «закопчённый» или «обожжённый», что связано с тёмным составом горных пород.

## География
На острове Терсейра находятся четыре крупных вулкана (Пику-Альто, Санта-Барбара, Гильерме-Мониш и Синко-Пикос), сгруппированных вдоль базальтовой трещиноватой зоны, которая пересекает остров с северо-запада на юго-восток. Алгар-ду-Карван напрямую связан с кальдерой вулкана Гильерме-Мониш, но является частью того же комплекса, что и Санта-Барбара на западе, Пику-Альто на севере и Гильерме-Мониш, который находится на небольшом расстоянии к югу от Алгар-ду-Карван. Алгар-ду-Карван расположен на высоте 583 метра над уровнем моря.
Территория площадью 40,5 гектаров была классифицирована как региональный национальный памятник (порт. Monumento Natural Regional) из-за своих уникальных вулканических характеристик, а также из-за экосистемы. Устье Алгара представляет собой вертикальный проход глубиной 45 метров, ведущий внутрь, к насыпи из обломков и гравия. Отсюда начинается ещё один спуск к прозрачным водам внутреннего водоёма, расположенного примерно в 90 метрах от уровня поверхности. Водоём питается дождевой водой и может достигать глубины 15 метров или пересыхать в летние месяцы из-за малого количества осадков или их отсутствия.
Сама пещера примечательна уникальными минералогическими характеристиками своих силикатных сталактитов.

## История
О существовании пещеры было известно давно, но из-за глубины и отсутствия света любой спуск был затруднён из-за вертикального расположения и препятствовал полноценному исследованию.
26 января 1893 года первый спуск «...с использованием простой верёвки был совершён Кандиду Корвело и Луисом Секейрой».
Второй спуск был совершён в 1934 году Дидье Куто, который составил первую приблизительную карту внутренних районов. Этот рисунок, основанный исключительно на визуальных наблюдениях, оказался довольно точным.
18 августа 1963 года группа энтузиастов организовала спуск с помощью «кресла»-платформы, подвешенной на нейлоновой верёвке, а затем и на страховочном тросе.
С появлением портативных осветительных систем появилась возможность лично изучить результаты наблюдений, в том числе в самых отдалённых и узких частях пещеры. В конце XX века это место было открыто для публики в рамках еженедельных организованных экскурсий (кроме выходных и праздников) в течение лета. Доступ к этому месту также возможен через организацию Montanheiros, которая отвечает за вопросы, связанные с Алгаром.

## Флора и фауна
В Алгаре произрастает богатая растительность, покрывающая устье конусообразной структуры, в том числе различные эндемичные виды. Кроме того, в пещере обитает несколько видов беспозвоночных, таких как пещерный паук Turinyphia cavernicola и другие виды троглобионтов, например многоножка Lithobius obscurus azorae, комар-долгоножка Pseudosinella ashmoleorum и жук-навозник Trechus terceiranus. Наконец, здесь отчётливо видны различные мхи, в том числе занесённые в Красную книгу европейских мохообразных (ECCB), такие как Alophosia azorica и Calypogeia azorica, среди прочих.